# Грибанов, Пётр Сергеевич
Пётр Сергеевич Грибанов (род. 14 января 1989) — мастер спорта международного класса РК (хоккей с мячом), нападающий сборной Казахстана и ХК «Акжайык» (Уральск).

## Биография
П. С. Грибанов начал заниматься хоккеем с мячом в группе Рожкова А. Г. (Уральская ДЮСШ).
С 2005 года — игрок ХК «Акжайык» (Уральск).
За 7 сезонов провел 182 игры, забил 48 мячей.
Чемпион Казахстана 2012 года.
В составе сборной Казахстана стал чемпионом Азиады — 2011. Бронзовый призёр чемпионата мира 2014 года.